# Savo
Il Savo (in finlandese) o Savolax (svedese, in latino: Savonia) è una regione storica della Finlandia lacustre, nella parte sud-orientale del paese. Dal punto di vista amministrativo è suddiviso tra le regioni del Savo Settentrionale e del Savo Meridionale.
Il governatore svedese risiedeva nel castello di Olavinlinna a Savonlinna.